# UHC Vikinger Götzis
Der UHC Vikinger Götzis ist ein österreichischer Floorballverein aus der vorarlbergischen Gemeinde Götzis. Er wurde 1996 von Hannes Bettega gegründet und nimmt ab der Saison 2024/25 erstmals an der Großfeld-Bundesliga der Herren teil, nachdem der Verein zuvor bereits fünf Mal österreichischer Staatsmeister auf dem Kleinfeld geworden war. Der Verein pflegt trotz der lokalen Rivalität ein überwiegend freundschaftliches Verhältnis mit seinem vorarlbergischen Nachbarn HFC Feldkirch Knights.

## Titel und Erfolge

### Herren/Mixed
- Kleinfeld-Meister 2012, 2013, 2014, 2022, 2023